# Helianthemum hirtum
Hélianthème hérissé
Espèce
Synonymes
- Cistus hirtus L., 1753[1]
- Cistus rosmarinifolius All., 1785[1]
- Helianthemum aureum Thibaud ex Pers., 1806[1]
- Helianthemum lagascae Dunal, 1824[1]
- Helianthemum procumbens Willk., 1859[1]

Helianthemum hirtum, l'Hélianthème hérissé, est une espèce de plantes à fleurs de la famille des Cistaceae et du genre Helianthemum.

## Description
Elle mesure entre 12 et 40 cm de haut et possède de petites feuilles lancéolées et des fleurs jaunes. L'espèce fleurit en avril–juin, parfois dès mars.

## Répartition
Helianthemum hirtum pousse dans le sud de l'Europe et dans le nord de l'Afrique, autour de la mer Méditerranée.
L'espèce pousse à une altitude de 300 à 1 500 m au-dessus du niveau de la mer dans des endroits secs avec du calcaire ou de la dolomite.

## Parasitologie
La feuille a pour parasites Pyrgus alveus, Antilurga alhambrata (sv), Dasypteroma thaumasia (sv), Aspitates ochrearia, Dyscia distinctaria (sv), Compsoptera jourdanaria, Pyrgus bellieri, Pyrgus onopordi, Podosphaera helianthemi (sv), Coleophora bilineella (en), Aphis helianthemi (sv). La tige a pour parasite Aphis cisticola (sv).